# كاي بيتري
كاي بيتري هي صحفية كندية، ولدت في 10 مايو 1903 في تورونتو في كندا، وتوفيت في 10 أغسطس 1994 في حي كامدين في لندن في المملكة المتحدة.